# Radio Flyer
Radio Flyer (pt: A Força da Ilusão / br: Radio Flyer) é um filme de drama e fantasia de 1992, dirigido por Richard Donner e escrito por David Mickey Evans, estrelado por Lorraine Bracco, John Heard, Elijah Wood, Joseph Mazzello, Adam Baldwin e Ben Johnson Tom Hanks tem uma participação especial, interpetando o mesmo papel de Wood, como adulto e também é o que narra o filme. Evans faria sua estreia na direção do filme, mas foi substituído por Donner. Michael Douglas e Evans eram produtores executivos. Os locais de filmagem incluíram Novato, Califórnia, e Columbia Airport, em Columbia, Califórnia.

## Sinopse
Mike (Tom Hanks) observa seus dois filhos brigando, com um insistindo que uma promessa não significa nada. Para fazê-los entender que uma promessa significa alguma coisa, ele conta a história de sua juventude. O jovem Mike (Elijah Wood), seu irmão mais novo, Bobby, sua mãe, Mary, e seu pastor alemão, Shane, todos se mudam para uma nova cidade depois que seu pai/marido os deixa. Lá, Mary se casa com um novo homem, Jack, que gosta que os outros o chamem de Rei. Sem o conhecimento de Maria, Rei é um alcoólatra que geralmente fica bêbado e bate em Bobby. Rei também toca repetidamente Jambalaya de Hank Williams (On the bayou) repetidas vezes enquanto está bêbado.
Vendo que Mary finalmente encontrou a felicidade com Rei, os dois meninos relutam em contar a ela ou à polícia sobre o abuso. Em vez disso, eles tentam evitar Rei explorando e tendo aventuras em meio a turbulências e experiências traumáticas. Depois que Rei bate tanto em Bobby que acaba no hospital, Rei também é mordido no braço por Shane e é preso. No entanto, após a morte de sua mãe, Rei é libertado e volta para sua casa prometendo nunca mais beber. Infelizmente, enquanto os meninos estão na escola, Rei mentiu sobre a promessa e quase matou Shane. No processo, os dois planejam um plano para Bobby escapar de Rei de uma vez por todas. Mary também começa a entender a verdadeira natureza de Jack e, no final, pede um divórcio devido a todas as vezes que ele bateu em Bobby e por seu consumo de bebida.
Inspirado na lenda urbana de um menino chamado Fisher que tentou voar para longe em sua bicicleta, os dois converter seu epónimo vagão de brinquedo Radio Flyer em um avião. Com isso, Bobby voa para longe, e Rei é finalmente preso pelo oficial Daugherty, um policial amigável e atencioso. Embora Mike nunca mais veja Bobby, ele continua recebendo cartões postais dele de lugares de todo o mundo.

## Elenco
- Lorraine Bracco como Mary
- John Heard como Jim Daugherty
- Elijah Wood como Mike
  - Tom Hanks como velho Mike (sem créditos)
- Joseph Mazzello como Bobby
- Adam Baldwin como Jack "The King"
- Ben Johnson como Geronimo Bill
- Garette Ratliff como Chad
- Thomas Ian Nicholas como Fergie

## Produção
O roteiro de David Mickey Evans para Radio Flyer era uma disputa em Hollywood, e a Warner Bros. e a Columbia Pictures começaram uma guerra de lances em novembro de 1989. Warner estava de olho nele como um veículo para o veterano diretor Richard Donner, enquanto a Columbia o comprava em nome da produtora de Michael Douglas, a Stonebridge Entertainment, que tinha um importante acordo de produção com o último estúdio. Pouco antes do Dia de Ação de Graças, a Columbia deu a Evans uma quantia enorme para um roteirista de Hollywood pela primeira vez: US$1,25 milhão. O acordo também deu a Evans a oportunidade de dirigir, mesmo que ele não tivesse experiência nesse campo; Douglas acreditava que ele tinha a visão de realizá-lo. Este foi o primeiro filme que a Columbia colocou em produção sob a propriedade da Sony, bem como um dos primeiros filmes a ser iluminado pela nova diretoria do estúdio, liderada por Peter Guber e Jon Peters.
As filmagens começaram em 18 de junho de 1990. Sob a direção de Evans, o filme estrelava Rosanna Arquette como mãe, Tomas Arana como Rei e Luke Edwards e James Badge Dale como os filhos. O orçamento foi estabelecido em US$17 a 18 milhões depois que Evans concordou em cortar algumas seqüências de efeitos caros. No entanto, os executivos de Stonebridge consideraram as filmagens decepcionantes e, após 10 dias de filmagens, Douglas interrompeu a produção, com uma perda de US$5 milhões. Douglas então recrutou Richard Donner como o novo diretor do filme. Com a benção de Evans, Donner aceitou com um salário de US$5 milhões, enquanto sua esposa, produtora Lauren Shuler Donner entrou a bordo. Evans permaneceu no filme como produtor executivo. Com a reformulação dos principais papéis, Radio Flyer retomou a produção em outubro. Donner mandou Evans reescrever o roteiro extensivamente para encontrar uma maneira de equilibrar a fantasia escapista e o abuso infantil sem alienar o público.
O final original do filme apresentava uma cena atual em que Mike, agora adulto, interpretado por Tom Hanks, leva seus filhos ao Museu Nacional do Ar e Espaço, onde o híbrido Radio Flyer é exibido ao lado da máquina voadora dos irmãos Wright. O público-teste ficou confuso com esse final e as re-filmagens levaram ao prólogo e ao epílogo dos dias atuais, vistos no filme final.

## Recepção
O filme foi aberto principalmente para críticas negativas e críticas de críticos de cinema e resultados de bilheteria sem brilho. Atualmente, detém uma classificação de 33% no Rotten Tomatoes com base em 39 avaliações.
Roger Ebert e Leonard Maltin criticaram o filme por apresentar a fantasia como uma maneira de escapar do abuso infantil. Ebert disse: "Fiquei tão chocado, vendo esse garoto descendo a colina em sua patética engenhoca, que não sabia qual final seria pior. Se ele morresse, seria impensável, mas se ele subisse até a lua, seria imperdoável — porque você não pode escapar do abuso infantil em pequenos vagões vermelhos, e mesmo as pessoas que fizeram esse filme deveriam ter vergonha de sugerir o contrário".
Como o filme termina com Bobby fugindo com sucesso de seu padrasto para sempre, os espectadores (incluindo o próprio Ebert) começaram a especular sobre o final "verdadeiro", assumindo que o apresentado foi um caso de um narrador não confiável.

## Dedicação
O filme é dedicado à memória da supervisora de roteiro Nancy Benta Hansen e da assistente de produção sem créditos Simone Fuentes, "cujo profissionalismo e humor sentimos falta".